# Viaer Marchi

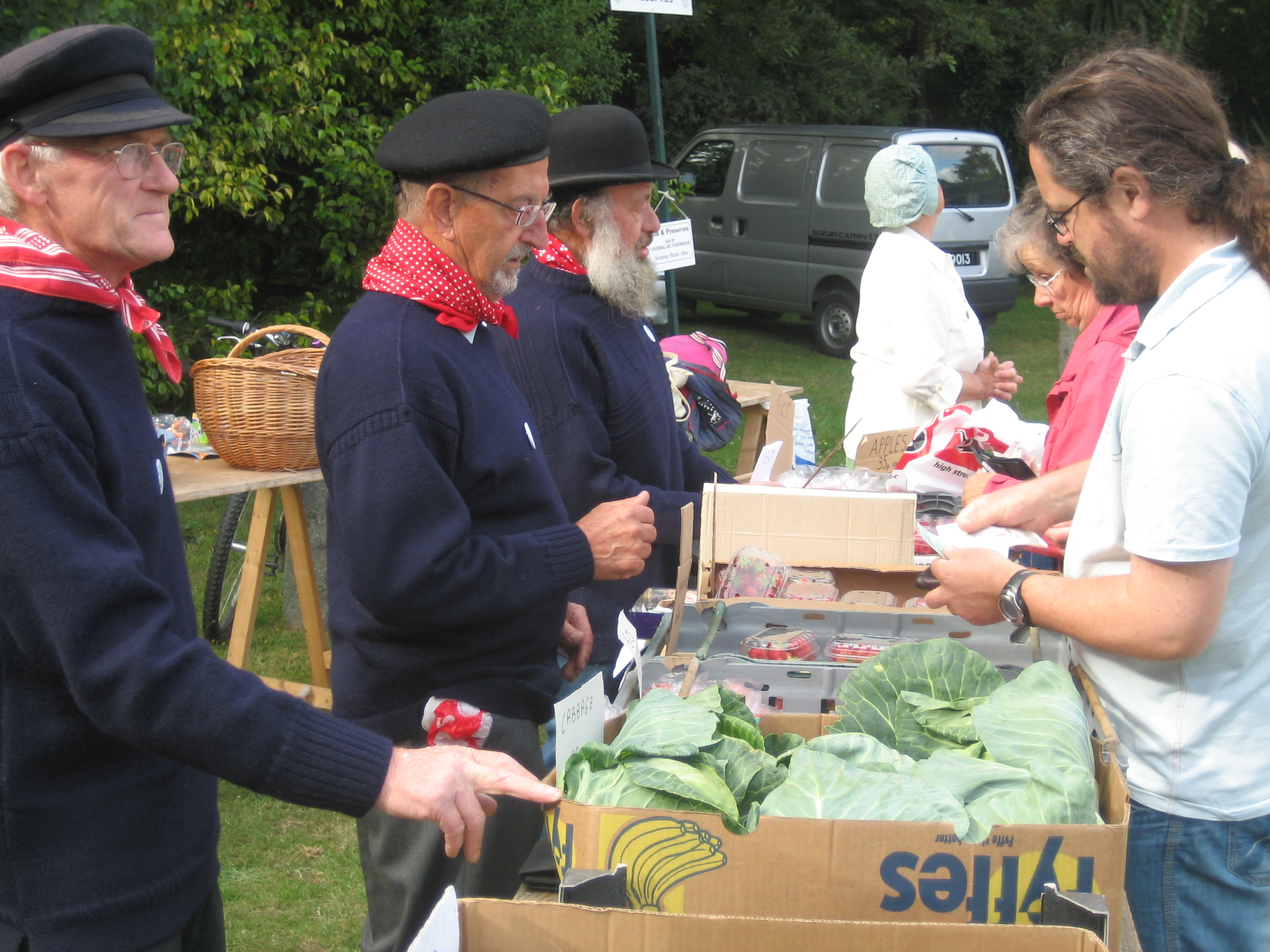
Lé Viaer Marchi de Guernesey.

Lé Viaer Marchi en guernesiais (le vieux marché en français) est une foire présentant des produits traditionnels qui se tient chaque année à Guernesey le premier lundi de juillet.
La manifestation a été créée en 1969 par Peggy Carey.
Lé Viaer Marchi met en valeur l'artisanat local dans l'histoire de Guernesey et présente les habitudes de vie des habitants. Il est organisé par le National Trust of Guernsey et se déroule sur le parc Saumarez situé à l'ouest de Saint-Pierre-Port près des villages de La Planque, Le Villocq, Beaucamps et les Genâts.
Des plats culinaires sont proposés aux visiteurs. Des gourmandises sont servies, des plats traditionnels tels que le Guernsey Bean Jar très populaire sont proposés, tout comme la gâche de Guernesey et le cidre. Il y a aussi une sélection d'activités pour les enfants à faire le soir accessibles à tous les îliens. Il y a des stands mis en place pour divers bric-à-brac. Des sculpteurs sur bois présentent leurs productions. D'autres fabriquent du beurre de Guernesey et des femmes présentent de la dentelle. Des activités ludiques et des spectacles animent la fête autour du Viaer Marchi (danses traditionnelles, folklore local, amuseurs de rue et spectacles de marionnettes).